# Reichstagswahl Dezember 1924
- KPD: 45
- SPD: 131
- DDP: 32
- BB: 5
- Z: 69
- BVP: 19
- WP: 12
- DHP: 4
- DVP: 51
- LB: 8
- DNVP: 103
- NSFB: 14

Die Reichstagswahl vom 7. Dezember 1924 war die Wahl zum 3. Deutschen Reichstag der Weimarer Republik. Sie endete im Vergleich mit der Wahl vom Mai 1924 mit einer gewissen Stabilisierung der staatstragenden Parteien und bedeutete eine klare Niederlage für die extreme Rechte und Linke.

## Hintergrund und Wahlkampf

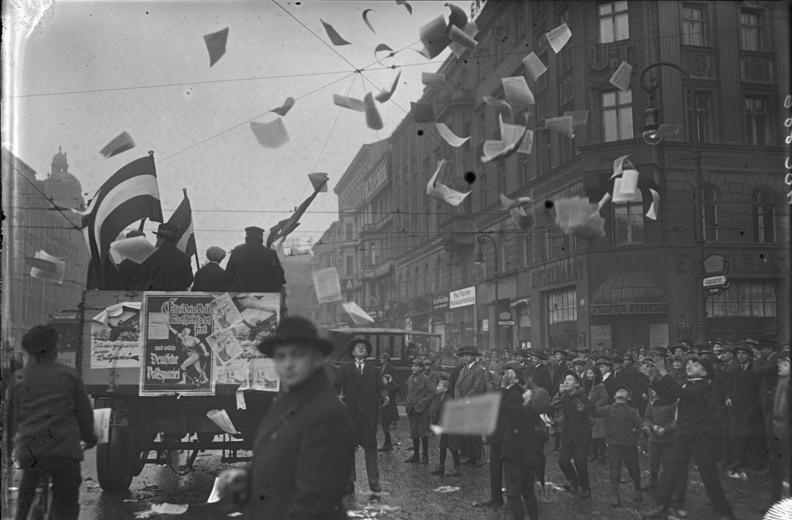
Wahlwerbung der DVP am Wahlsonntag in Berlin

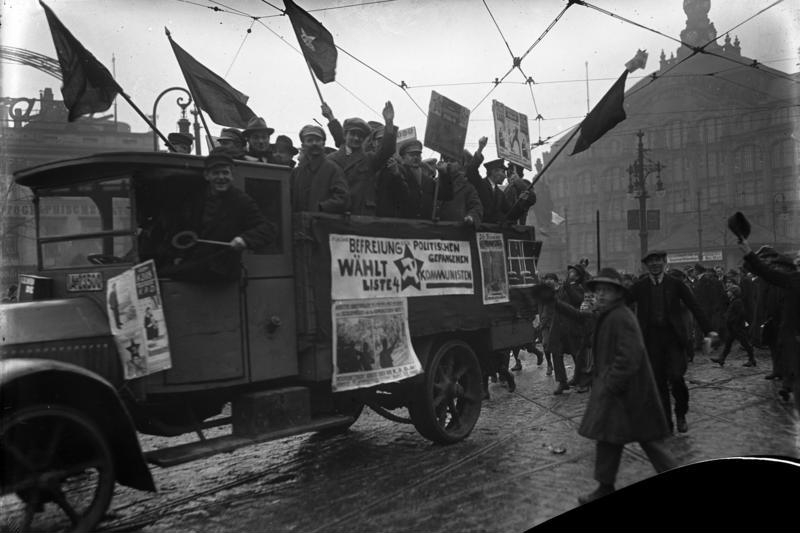
Wahlwerbung der KPD am Wahlsonntag in Berlin

Der Reichstag hatte im August 1924 das Londoner Abkommen zur Regelung der Reparationen auch mit Hilfe von Teilen der DNVP angenommen. Der Versuch, die 1914 ausgesetzten Agrarzölle auch als Dank für die Unterstützung der Rechtsparteien wieder einzuführen, scheiterte an der Obstruktion der Linksparteien, die aus dem Parlament auszogen. Gleichzeitig stieg der Druck auf die Regierung von Wilhelm Marx von Seiten der bürgerlichen Rechten, die Rücksichtnahme auf die Sozialdemokraten aufzugeben und die Regierung nach rechts zu erweitern. Der Reichskanzler hatte dagegen erhebliche Bedenken und musste mit Widerstand von der DDP und Teilen des Zentrums rechnen. Die von Marx angestrebte ganz große Koalition unter Einschluss von SPD und DNVP erwies sich bald als illusorisch. Auch andere Koalitionsmöglichkeiten hatten kaum Erfolgschancen. Auch eine Fortsetzung der bisherigen Minderheitsregierung war keine Alternative, da ein erfolgreiches Misstrauensvotum als wahrscheinlich galt. Daher wurde am 20. Oktober 1924 der Reichstag aufgelöst und für den 7. Dezember 1924 wurden Neuwahlen angesetzt.
Während die Wahl im Mai 1924 noch stark von den Auswirkungen der sozialen Folgen der Inflation und der Stabilisierung bestimmt war, fand die Dezemberwahl in einer Zeit des wirtschaftlichen Aufschwungs statt. Dieser war insbesondere Folge der nun nach Deutschland strömenden Auslandskredite. Die Arbeitslosigkeit, die im Sommer 1924 noch einmal stark gestiegen war, ging im Herbst deutlich zurück. Waren im Juli noch über 12 % der gewerkschaftlich organisierten Arbeitnehmer arbeitslos, waren es im November nur noch 7,2 %. Die Löhne stiegen deutlich an und auch die Arbeitszeit sank teilweise ab.
Obwohl sich damit auch eine politische Beruhigung abzeichnete, hielten die extremen Parteien der Linken und der Rechten an ihrem radikalen Kurs fest. Der im Juli 1924 gegründete Rotfrontkämpferbund griff vorzugsweise das im Februar gegründete Reichsbanner Schwarz-Rot-Gold an.
Die äußerste Rechte wurde durch die im August 1924 gegründete Nationalsozialistische Freiheitspartei repräsentiert. In dieser hatten sich völkische Kräfte und insbesondere norddeutsche Nationalsozialisten um Erich Ludendorff und Albrecht von Graefe zusammengeschlossen. Daneben entstanden andere konkurrierende Gruppierungen. Adolf Hitler, der sich noch in Festungshaft befand, hatte sich aus den Streitigkeiten unter seinen Anhängern herausgehalten.
Insbesondere die DNVP und die SPD konnten hoffen, von den zu erwartenden Verlusten der extremen Parteien zu profitieren. Beide hatten allerdings innerparteiliche Probleme. In der DNVP rebellierten Gegner des Londoner Abkommens gegen die Parteiführung. Auch aus diesem Grund trat der Vorsitzende Oskar Hergt zurück und wurde durch Johann Friedrich Winckler ersetzt. In ihrem Wahlaufruf hieß es unter anderem: „… unser Wille ist fester denn je: ein Deutschland zu schaffen, frei von Judenherrschaft und Franzosenherrschaft, frei von parlamentarischem Klüngel und demokratischer Kapitalherrschaft.“ Die Propaganda der Partei zielte vornehmlich auf die Wähler der Völkischen und Nationalsozialisten.
Innerhalb der SPD spielte der Sachsenkonflikt um die Koalition der sächsischen SPD unter Max Heldt mit der DDP und der DVP noch immer eine starke Rolle. Dabei standen die Befürworter auch im Konflikt mit Beschlüssen auf Reichsebene.

## Ergebnisse
| Partei | Stimmen (absolut) | Stimmen (in Prozent) | Stimmen (Änderung) | Sitze im Reichstag | Änderung |
| --- | ----------------- | -------------------- | ------------------ | ------------------ | -------- |
| Sozialdemokratische Partei Deutschlands (SPD) | 7.881.041         | 26,0 %               | +5,5 %             | 131                | +31      |
| Deutschnationale Volkspartei (DNVP) | 6.205.802         | 20,5 %               | +1,0 %             | 103                | +8       |
| Deutsche Zentrumspartei (Zentrum) | 4.118.849         | 13,6 %               | +0,2 %             | 69                 | +4       |
| Deutsche Volkspartei (DVP) | 3.049.064         | 10,1 %               | +0,9 %             | 51                 | +6       |
| Kommunistische Partei Deutschlands – Kommunisten (KPD) | 2.709.086         | 8,9 %                | −3,7 %             | 45                 | −17      |
| Deutsche Demokratische Partei (DDP) | 1.919.829         | 6,3 %                | +0,6 %             | 32                 | +4       |
| Bayerische Volkspartei (BVP) | 1.134.035         | 3,7 %                | +0,5 %             | 19                 | +3       |
| Nationalsozialistische Freiheitsbewegung (NSFB) (Vereinigte Listen der Deutschvölkischen Freiheitspartei (DVFP) und der Nationalsozialistischen Deutschen Arbeiterpartei (NSDAP)) | 907.242           | 3,0 %                | −3,6 %             | 14                 | −18      |
| Wirtschaftspartei des Deutschen Mittelstandes | 692.963           | 2,3 %                | +0,6 %             | 12                 | +5       |
| Landbund | 499.383           | 1,6 %                | −0,4 %             | 8                  | −2       |
| Bayerischer Bauern- und Mittelstandsbund | 312.442           | 1,0 %                | +0,3 %             | 5                  | +2       |
| Deutsch-Hannoversche Partei (DHP) | 262.691           | 0,9 %                | −0,2 %             | 4                  | −1       |
| Sonstige | 597.665           | 2,0 %                | −0,7 %             | 0                  | ±0       |
| Total | 30.290.092        | 100,0 %              |                    | 493                | +21      |

Stimmenstärkste Parteien nach Wahlkreisen (angegeben ist jeweils der Prozentanteil der stärksten Partei)

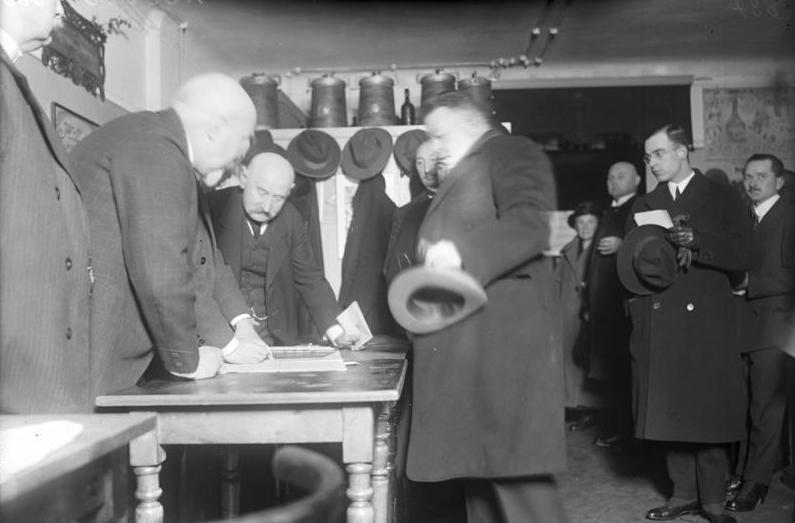
Friedrich Ebert im Wahllokal

Das Ergebnis der Wahl vom Dezember unterschied sich von der im Mai durch die deutlich geringere Bedeutung der radikalen Parteien. Die Flügelparteien wurden stark geschwächt. Davon konnte die DNVP leicht und die SPD deutlich stärker profitieren. Der Stimmenanteil der DNVP stieg von 19,5 % auf 20,5 %. Die SPD wuchs von 20,5 % auf 26 %. Die KPD sank von 12,6 % auf 9 % und die Nationalsozialisten und Völkischen zusammen fielen von 6,5 % auf 3 % ab. Im Bereich der DDP und DVP sowie des Zentrums und der Bayerischen Volkspartei waren die Veränderungen gering.
Von den kleinen Interessenparteien war insbesondere die Wirtschaftspartei erfolgreich. Sie konnte sich von 1,7 % auf 2,3 % verbessern.
Dabei gewann die DNVP auf Kosten der völkisch-nationalsozialistischen Kräfte. Die Sozialdemokratie profitierte von den Verlusten der KPD. Möglicherweise konnte die SPD auch Wähler gewinnen, die im Mai in das rechte Lager abgewandert waren.

## Regierungsbildung
Das Wahlergebnis ließ nur zwei Möglichkeiten für eine Regierungsbildung zu. Die eine war eine große Koalition unter Einschluss der SPD und die andere war ein bürgerlicher Rechtsblock. Skeptisch gegenüber einem Rechtskabinett war Kanzler Marx. Auch aus seiner Partei, dem Zentrum, kam Kritik dagegen. Im Januar 1925 gab Marx den Auftrag zur Regierungsbildung an Reichspräsident Friedrich Ebert zurück. Dieser beauftragte damit stattdessen Hans Luther. Ursprünglich wollte dieser ein Kabinett von Fachleuten bilden, stattdessen gehörten ihm Minister der DNVP, DVP, BVP und des Zentrums an. Otto Geßler war nominell noch Mitglied der DDP.